# 雅庫特牛

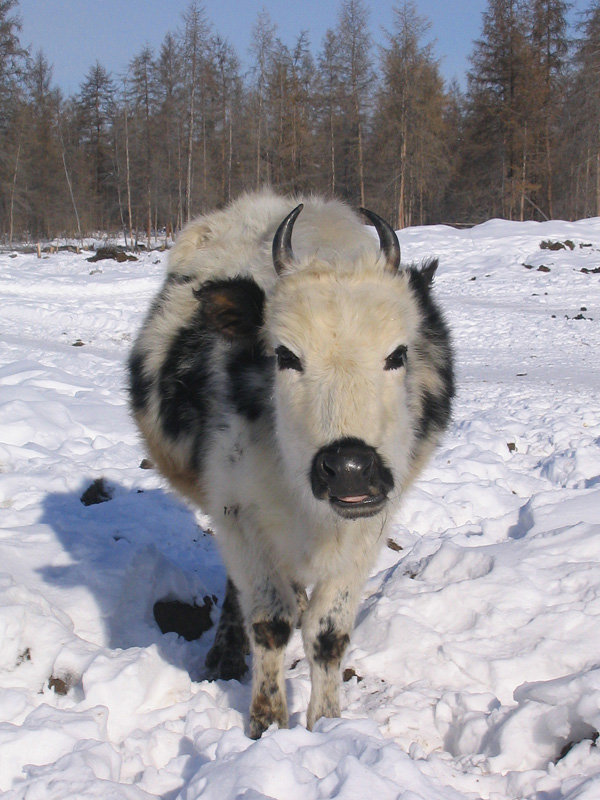

雅庫特牛，是分布於俄羅斯薩哈共和國的家牛品種，以耐寒聞名，也是雅庫特人的重要財產。
牠們身型較小，高112-127cm，重350-600kg，腳短而強壯，窄胸。
雅庫特人在10世紀把牠們從貝加爾湖帶到勒拿河後，就是他們的重要肉、乳製品來源，也是他們的役畜之一。